# Cliff Jackson
Clifton Luther Jackson (19 de julio de 1902 – 24 de mayo de 1970)  fue un pianista estadounidense.

## Carrera
Jackson nació en Washington D. C., Estados Unidos.  Después de tocar en Atlantic City, Jackson se mudó a la ciudad de Nueva York en 1923,  donde tocó con Musical Aces de Lionel Howard en 1924 y grabó con Bob Fuller y Elmer Snowden.  Dirigió su propio conjunto, los Krazy Kats, para grabaciones en 1930, y tras la disolución de este grupo tocó extensamente como pianista solista en clubes nocturnos de Nueva York.  Durante este tiempo también acompañó a cantantes como Viola McCoy, Lena Wilson, Sara Martin, Martha Copeland, Helen Gross y Clara Smith.  Grabó con Sidney Bechet en 1940-41,  y grabó como solista o líder en 1944-45, 1961 y 1969. Como pianista en el Café Society desde 1943 hasta 1951 fue un éxito;  también realizó una gira con Eddie Condon en 1946. También jugó con Garvin Bushell (1950), J. C. Higginbotham (1960) y Joe Thomas (1962).

### Estilo de música
Como lo demuestran muchas de sus grabaciones de piano solo de 1944-1945, como Limehouse Blues, Jackson fue uno de los pianistas de zancada más poderosos.  Su estilo también estuvo marcado por un trabajo de bajo de estilo contrapuntístico. Sus numerosas técnicas con la mano izquierda se explican en detalle en el método de Riccardo Scivales, Jazz Piano: The Left Hand (Bedford Hills, Nueva York: Ekay Music, 2005), ISBN 978-1929009657.

## Vida personal
Estuvo casado con la cantante Maxine Sullivan desde 1950, hasta su muerte por insuficiencia cardíaca en 1970. 

## Discografía

### Como líder
- Uptown and Lowdown (Prestige, 1961)
- Carolina Shout! (Black Lion, 1973)
- Cliff Jackson and His Crazy Kats 1930 (Retrieval, 1981)
- Recorded in New York 1926–34 (Jazz Oracle, 2003)

### Como acompañante
- Sidney Bechet, Bechet of New Orleans (RCA Victor, 1965)
- Bunny Berigan, 1935–1936 (Classics, 1993)
- Eddie Condon, The Eddie Condon Concerts (Chiaroscuro, 1972)
- Eddie Condon, The Town Hall Concerts Vol. Four (Jazzology, 1989)
- The Delfonics, La La Means I Love You (Philly Groove, 1968)
- Helen Gross, 1924–1925 (Document, 1988)
- Coleman Hawkins, Years Ago (Prestige, 1964)
- Rosa Henderson, Complete Recorded Works in Chronological Order Vol. 4 (Document, 1995)
- Alberta Hunter, Lucille Hegamin, Victoria Spivey, Songs We Taught Your Mother (Prestige, 1962)
- Lonnie Johnson, Idle Hours (Prestige, 1987)
- Jimmy Rushing, The Jazz Odyssey of Jimmy Rushing (Philips, 1957)
- Al Sears, Things Ain't What They Used to Be (Swingville, 1961)
- Elmer Snowden, Harlem Banjo (Riverside, 1960)